# Jay McInerney
Jay McInerney (Hartford, 13 gennaio 1955) è uno scrittore e sceneggiatore statunitense.
Vive a New York ed è considerato uno dei più importanti autori del "Brat Pack".
Oltre a romanzi, accolti positivamente dal pubblico e dalla critica, Jay McInerney ha scritto Com'è finita, una raccolta di racconti, e la sceneggiatura del film televisivo Gia - Una donna oltre ogni limite, con Angelina Jolie.
La carriera di Jay è cominciata nel 1984 con Le mille luci di New York, il cui titolo originale Bright Lights, Big City era stato inventato dalla sua moglie di allora, Merry. Esso è anche il titolo di una canzone blues di Jimmy Reed. Il libro colpì molto la critica per la descrizione della cruda realtà della tossicodipendenza da cocaina e per l'inedito stile di scrittura in seconda persona. Le mille luci di New York affermò Jay nell'ambito di una nuova generazione di scrittori, definita dai media il 'brat pack letterario'. Dopo il successo dell'esordio, molte case editrici cominciarono a cercare altri lavori simili che descrivessero la cruda realtà dei giovani negli ambienti urbani: un esempio è Meno di zero di Bret Easton Ellis, pubblicato poco dopo. Durante la propria carriera McInerney ha più volte affermato che Le mille luci di New York non è un'autobiografia.

## Romanzi
- Le mille luci di New York (1984)
- Riscatto (1985)
- Tanto per cambiare (1989)
- Si spengono le luci (1993)
- L'ultimo dei Savage (1997)
- Professione: modella (2000)
- Good life (The Good Life) (2006)
- La luce dei giorni (2016)

## Racconti
- Nudi sull'erba (2000)
- Com'è finita (raccolta, 2001)
- L'ultimo scapolo (raccolta, 2009)

## Saggi
- Bacchus and Me: Adventures in the Wine Cellar (2002)

## Filmografia (sceneggiatore)
- Le mille luci di New York (1988) - Trasposizione cinematografica del romanzo
- Hotel Room (episodio Getting Rid of Robert) (1993) - film TV
- Drug-Taking and the Arts (1994) - documentario
- Smoke Screens (1997) - cortometraggio
- Gia - Una donna oltre ogni limite (Gia), regia di Michael Cristofer - film TV (1998)

## Curiosità
Bret Easton Ellis ha usato il personaggio Alison Poole (la protagonista di Tanto per cambiare) nel suo libro Glamorama: Victor Ward (un personaggio del libro di Ellis "Glamorama" ha una relazione con Alison nella prima parte della storia, ambientata fra New York e l'Europa). Anche in Le regole dell'attrazione'.
Jay McInerney ha studiato scrittura creativa con Raymond Carver, e ha lavorato, come il protagonista di Le mille luci di New York, nel reparto di verifica dei fatti al giornale The New Yorker.
Jay McInerney ha un piccolo ruolo nel libro Lunar Park di Bret Easton Ellis, dove viene più volte citato e in cui appare tra i partecipanti alla festa di Halloween organizzata da Bret.
Jay McInerney appare brevemente anche nelle feste newyorkesi descritte da David Leavitt in "Martin Baumann".
I suoi romanzi Good life (The Good Life)  (2006) e La luce dei giorni (2016) hanno come protagonisti Corrine e Russell Calloway, gli stessi personaggi di Si spengono le luci (1993).